# Gush Shalom
Gush Shalom (in lingua ebraica: גוש שלום, "Il blocco della pace") è un movimento pacifista di sinistra, un'organizzazione extra-parlamentare indipendente da qualsiasi partito politico che nella sua dizione vuole probabilmente contrapporrsi al Gush Emunim (il Blocco della gente): un'organizzazione militante di destra. È stata fondata nel 1993 da Uri Avnery.
Il movimento ha sempre condannato l'occupazione militare israeliana in Cisgiordania e nella Striscia di Gaza, e denuncia che l'esercito israeliano commette giornalmente crimini di guerra nei Territori Occupati. Il movimento sostiene l'obiezione di coscienza dei militari israeliani che rifiutano di servire nei Territori e difende il diritto al ritorno per i profughi palestinesi.
Gli attivisti di Gush Shalom si confrontano regolarmente con le forze di sicurezza israeliane nei luoghi dove vengono costruiti insediamenti per coloni in Cisgiordania e lungo la linea dove viene edificata la  barriera difensiva antiterrorismo tra Israele e i Territori.